# ریدون تاتام
ریدون تاتام (انگلیسی: Reidun Tatham؛ زادهٔ ۲۰ مارس ۱۹۷۸) شناگر اهل کانادا است.